# مؤتمر لوزان لعام 1949
عقد مؤتمر لوزان لعام 1949 بواسطة لجنة التوفيق بشأن فلسطين التابعة للأمم المتحدة (UNCCP) في الفترة من 27 أبريل إلى 12 سبتمبر 1949 في لوزان، سويسرا. وكان ممثلو إسرائيل، والدول العربية مصر و‌الأردن و‌لبنان و‌سوريا و‌اللجنة العربية العليا وعدد من وفود اللاجئين يحضرون لحل النزاعات الناشئة عن الحرب العربية الإسرائيلية 1948، أساسًا حول اللاجئين والأراضي فيما يتعلق بالقرار 194 و‌القرار 181.

## خلفية
بعد اعتماد خطة الأمم المتحدة للتقسيم وانتهاء الانتداب البريطاني، أعلن اليشوب دولة إسرائيل. خلال حرب التطهير العرقي في فلسطين الانتدابية 1947–48، والحرب العربية الإسرائيلية عام 1948 التي أعقبت ذلك، طرد حوالي 700,000 فلسطيني عربي من المنطقة التي أصبحت إسرائيل. وقد هجر سكان أكثر من 500 من القرى العربية، وحوالي عشر قرى وأحياء يهودية، خلال حرب عام 1948.
وقد أنشئت لجنة التوفيق بشأن فلسطين في 11 ديسمبر 1948 بموجب قرار الأمم المتحدة 194. وقبل شهر من مؤتمر لوزان، في 29 مارس 1949، وقع انقلاب عسكري في سوريا. وفي الفترة ما بين 6 يناير و3 أبريل 1949، وقعت إسرائيل، مصر، لبنان والأردن على اتفاقات هدنة. وفي 20 يوليو 1949، وقع اتفاق هدنة مع سوريا. وخلال المؤتمر، في 11 مايو، قُبلت إسرائيل عضوًا في الأمم المتحدة.

## موضوع المفاوضات
كان من بين المسائل التي نوقشت المسائل الإقليمية وإنشاء حدود معترف بها، ومسألة القدس، وعودة اللاجئين (وما إذا كان يمكن مناقشة هذه المسألة بمعزل عن الصراع العربي الإسرائيلي الشامل) والمطالبات الإسرائيلية المضادة للتعويض عن أضرار الحرب، ومصير بساتين البرتقال المملوكة لللاجئين العرب وحساباتهم المصرفية المجمدة في إسرائيل.

## وصلات خارجية
- Resolution 194 text
- Progress Report of the United Nations Conciliation Commission for Palestine, Covering the Period from 23 January to 19 November 1951 (U.N. General Assembly Official Records, 6th Session, Supplement No. 18, Document A/1985) نسخة محفوظة 12 مارس 2007 على موقع واي باك مشين.